# Línea 1 (Metro de Bilbao)
La línea 1 (L1) del metro de Bilbao, operada por Metro Bilbao, comienza en la estación de Etxebarri y llega a la de Plentzia, abarcando en su trayecto el municipio de Echévarri, la villa de Bilbao, la Margen Derecha de la Ría y la comarca de Uribe. Cuenta con un total de 29 estaciones actualmente en funcionamiento.

## Historia

### Apertura de la línea
El 11 de noviembre de 1995, el lehendakari José Antonio Ardanza inauguró las primeras 23 estaciones del nuevo ferrocarril metropolitano de Bilbao, el tramo entre las estaciones de Casco Viejo (hoy Zazpikaleak/Casco Viejo) y Plentzia, que constituyeron la primera y única línea del servicio en aquel entonces.

### Primera ampliación
Un año después, el 24 de junio de 1996, entró en funcionamiento otra estación en la misma línea, la estación de Gobela, entre Areeta y Neguri, en el municipio de Guecho.

### Segunda ampliación
El 5 de julio de 1997, la línea de metro se amplió en el extremo de Bilbao con tres estaciones más, Santutxu, Basarrate y Bolueta.

### Intercambiador de San Mamés
En 1999 se comenzó a construir el Intercambiador de San Mamés, que hoy en día conecta la línea 1 del metro con las líneas C1 y C2 de Renfe Cercanías, Euskotren Tranbia, la estación de Bilbao Intermodal, además de la línea L2.

### Siguientes ampliaciones
El 8 de enero de 2005 el lehendakari Ibarretxe inauguró en la línea 1 la estación de Etxebarri, y el 28 de febrero de 2011 el lehendakari Patxi López, junto con el Diputado General del territorio, José Luis Bilbao, inauguró la estación de Ariz en el municipio de Basauri, que fue estación terminal. La apertura de la estación se llevó a cabo de forma provisional, ya que en Ariz no es posible realizar un cruce de vías. Inicialmente, se pensó operar en un único andén hasta la entrada en funcionamiento de la siguiente estación, Basauri, donde sí sería posible el cambio de vías. Para el momento previsto para la apertura de Ariz solo había una única vía instalada, sin embargo, la marcha de los trabajos para instalar la segunda vía se adelantaron, y se decidió operar en los dos andenes, aun sin el cambio de vías posible. Así, si en un principio se pensó en fijar en 10 minutos la frecuencia máxima de las unidades en la estación de Ariz, se pudo dividir a la mitad, al utilizar ambos andenes.
Posteriormente, con la entrada en servicio de la Basauri, el extremo Ariz-Basauri pasa a corresponder solamente a la línea 2, finalizando la L1 en Etxebarri.

### Última ampliación
El 15 de junio de 2020 fueron inaugurados tanto la estación de Ibarbengoa como su aparcamiento disuasorio.